# Остреїнова Анастасія
Анастасі́я Вале́ріївна Остреї́нова (нар. 29 червня 1993, Київ) — українська акторка театру та телебачення.

## Біографія
Народилася 29 червня 1993 у Києві.
Закінчила Київський національний університет театру, кіно і телебачення імені Івана Карпенка-Карого. Закінчила одночасно два факультети: театрального мистецтва та факультет кінематографії та телебачення.
У шлюбі.

## Фільмографія
| Рік  |   | Назва                              | Роль                                 |
| ---- | - | ---------------------------------- | ------------------------------------ |
| 2014 | ф | Самотній за контрактом             | блондинка Софія Одинцова             |
| 2015 | с | Відділ 44                          | Ляля                                 |
| 2016 | с | Громадянин Ніхто                   |                                      |
| 2017 | ф | Гіркі жнива                        | дівчина Миколи (не вказана в титрах) |
| 2017 | с | Невиправні                         | касир магазину играшок               |
| 2017 | с | Подаруй мені життя                 | Світлана, подруга і колега Валентини |
| 2018 | с | Виходьте без дзвінка               | Женя                                 |
| 2018 | с | Будиночок на щастя                 | Катя, дочка голови села              |
| 2019 | с | Медфак                             | Рая                                  |
| 2019 | с | Схованки                           | Поліна, няня Оксани                  |
| 2019 | с | Таємниці                           | Кароліна, однокурсниця Лори          |
| 2020 | ф | Івана Купала                       | Леся                                 |
| 2020 | с | Козаки. Абсолютно брехлива історія |                                      |
| 2020 | с | Сага                               |                                      |
| 2021 | ф | Злегка прочинені двері             |                                      |
| 2021 | с | Кава з кардамоном                  | Юзя Горова                           |
| 2021 | ф | Праведник                          |                                      |
| 2021 | с | Знайду пару коханому               | Вєра Василькіна, кондитер            |
| 2021 | с | Материнське серце                  |                                      |
| 2021 | с | Полонянка                          |                                      |